# Cá trôi đen
Cá trôi đen, cá trôi ta, cá trôi Tàu, cá linh rìa (danh pháp hai phần: Cirrhinus molitorella) là một loài cá thuộc họ Cá chép. Loài này có trong lưu vực các sông Mekong, Chao Phraya, Nam Theun, Xe Bangfai và Nanpangjiang (sông Nam Bàn) cũng như sông Hồng (Trung Quốc và Việt Nam).

## Hình ảnh

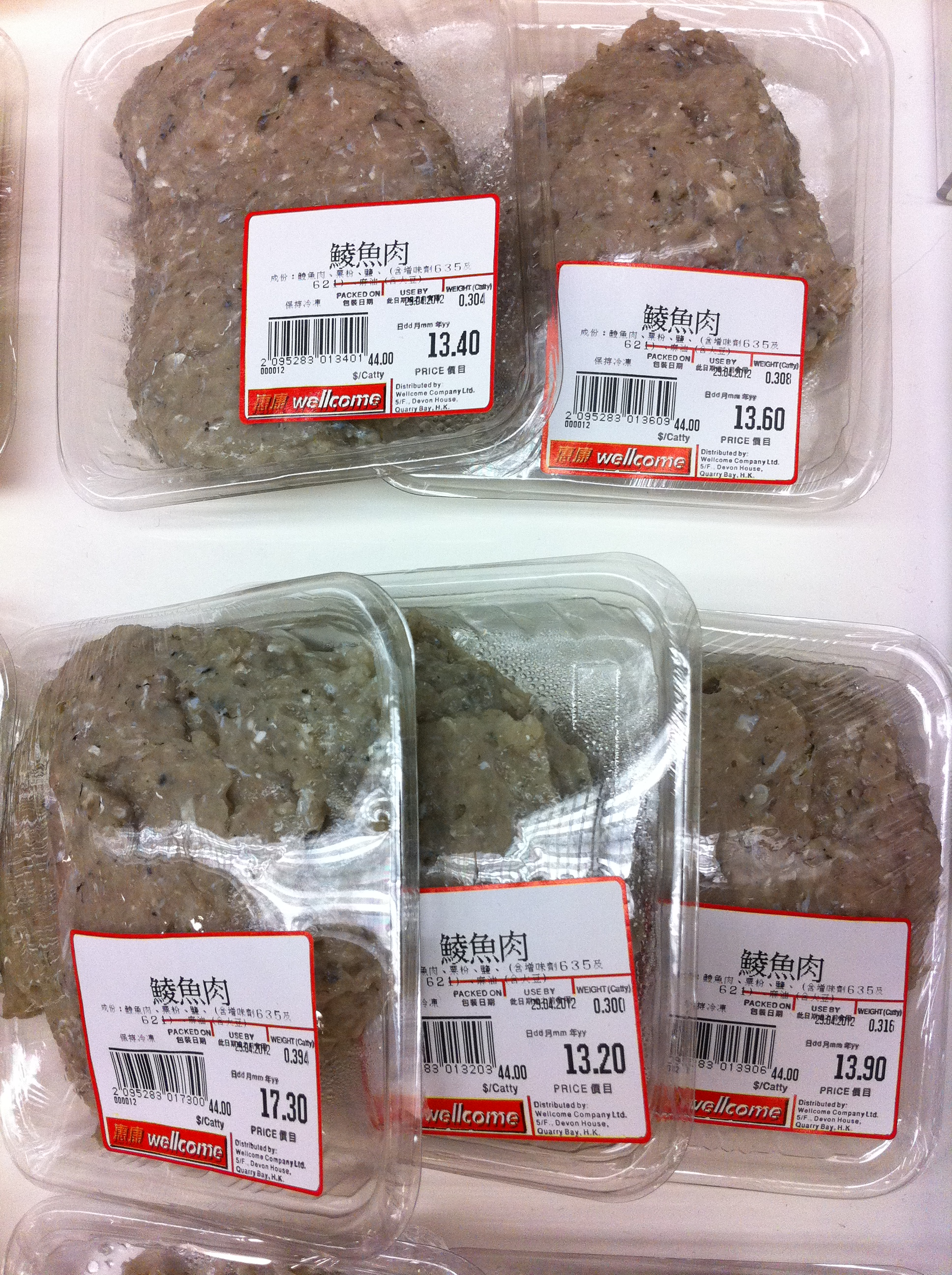
Chả cá sống bán ở chợ